# Swedish Open 2020
Die Swedish Open 2020 im Badminton fanden vom 16. bis zum 19. Januar 2020 in Uppsala statt.

## Sieger und Platzierte
| Disziplin    | Gold                         | Silber                          | Bronze                          |
| ------------ | ---------------------------- | ------------------------------- | ------------------------------- |
| Herreneinzel | Victor Svendsen              | Felix Burestedt                 | Eetu Heino                      |
| Herreneinzel | Victor Svendsen              | Felix Burestedt                 | Hashiru Shimono                 |
| Dameneinzel  | Natsuki Nidaira              | Natsuki Oie                     | Riko Gunji                      |
| Dameneinzel  | Natsuki Nidaira              | Natsuki Oie                     | Moto Hayashi                    |
| Herrendoppel | Chiang Chien-wei Ye Hong-wei | Daniel Lundgaard Mathias Thyrri | Masato Takano Katsuki Tamate    |
| Herrendoppel | Chiang Chien-wei Ye Hong-wei | Daniel Lundgaard Mathias Thyrri | Yujiro Nishikawa Tadayuki Urai  |
| Damendoppel  | Julie Finne-Ipsen Mai Surrow | Vimala Hériau Margot Lambert    | Emma Karlsson Johanna Magnusson |
| Damendoppel  | Julie Finne-Ipsen Mai Surrow | Vimala Hériau Margot Lambert    | Clara Nistad Moa Sjöö           |
| Mixed        | Yujiro Nishikawa Saori Ozaki | Mathias Thyrri Mai Surrow       | Tadayuki Urai Rena Miyaura      |
| Mixed        | Yujiro Nishikawa Saori Ozaki | Mathias Thyrri Mai Surrow       | William Villeger Sharone Bauer  |